# Soomaa nationalpark
Soomaa nationalpark (estniska: Soomaa Rahvuspark) är en nationalpark i Viljandimaa i Estland. Dess storlek är 390 kvadratkilometer och den ligger i den sydvästra delen av landet, 120 km söder om huvudstaden Tallinn. Soomaa nationalpark inrättades 1993 och finns sedan den 17 juni 1997 med på Ramsarlistan.
Den har skapats för att skydda stora högmossar, översvämningsmarker, försumpande skogar och meanderande floder. I parken växer bland annat skogsfru, såpört och sandvedel. De näraliggande skogarna gynnar stora populationer fåglar som vitryggig hackspett, svart stork, mindre skrikörn och tjäder. Man har funnit totalt 36 däggdjursarter, inkluderande varg, lodjur, brunbjörn, älg, utter, europeisk bäver och flygekorre.
Trakten ingår i den hemiboreala klimatzonen. Årsmedeltemperaturen i trakten är 2 °C. Den varmaste månaden är juli, då medeltemperaturen är 17 °C, och den kallaste är februari, med −10 °C.